# Magistralinis kelias A10
Die Magistralinis kelias A10 (lit. für ,Hauptstraße A10') ist eine Fernstraße in Litauen. Sie führt von Panevėžys, an der Magistralinis kelias A17 vorbei, bis zur lettischen Grenze und knüpft an die dortige Autoceļš A7 an. Die Strecke zieht sich durch einen Bezirk. Die A10 ist Teil der Europastraße 67, der sogenannten Via Baltica. 

## Verlauf
Die Straße führt in Panevėžys in Verlängerung der von Sitkūnai an der Fernstraße Magistralinis kelias A1 kommenden Magistralinis kelias A8 über Pasvalys und weiter parallel zum Fluss Mūša nach Norden zur Grenze zu Lettland. Auf lettischer Seite erreicht sie als Autoceļš A7 nach rund 14 km die Stadt Bauska (Bauske).
Die Länge der Straße beträgt rund 66 km.

## Geschichte
In der Zeit der Sowjetunion war die heutige Magistralinis kelias A10 Teil der damaligen M12. Die M12 bildete die Achse Minsk–Vilnius–Riga–Tallinn.